# Франко, Джованни-Баттиста
Джованни-Баттиста Франко, также Баттиста Франко Венецианец, прозванный Самолей (Самоед) (итал. Battista Franco, Battista Franco Veneziano detto il Samolei); около 1510 г., Венеция — 1561, Венеция) — итальянский живописец, рисовальщик и гравёр, представитель маньеризма. Работал в Риме, Урбино и Венеции в середине XVI века.

## Биография
Сын Якопо, он родился в Венеции, вероятно, около 1510 года. В биографии, которую ему посвятил Джорджо Вазари в своих «Жизнеописаниях наиболее знаменитых живописцев, ваятелей и зодчих» (1550; 1568) сообщается, что в возрасте двадцати лет он поселился в Риме, где начал копировать произведения своих современников, особенно Микеланджело. Первые годы были посвящены рисованию, между 1535 и 1536 годами появлялись его живописные работы.
В марте 1536 года Баттиста Франко участвовал под руководством Антонио да Сангалло в подготовке оформления праздника по случаю приезда в Рим Карла V. Во Флоренции он работал над оформлением свадьбы герцога Алессандро Медичи с Маргаритой Австрийской, отпразднованной 29 июня 1536 года. В тот же период он начал изучать и рисовать статуи Микеланджело в Новой сакристии церкви Сан-Лоренцо. Работал вместе с Б. Амманати и переехал жить в его дом. После смерти Алессандро Медичи (1537) по рекомендации Вазари, поступил на службу к герцогу Козимо I.
Художник умер внезапно, возможно, из-за отравления. Его сын Джакомо Франко стал гравёром и издателем эстампов.

## Творчество
Его живопись в стиле маньеризма во многом обязана произведениям Микеланджело; но его рисунки и гравюры более оригинальны. Он вернулся в Венецию, где помог расписать потолок Библиотеки Марчиана. Он написал серию панно, в том числе «Крещение Христа» (в капелле Барбаро), для стен и свода капеллы Гримани в церкви Сан-Франческо-делла-Винья в Венеции. В этом городе художник создавал преимущественно картины для украшения триумфальных арок, временно воздвигавшихся по разным случаям, плафоны и настенные фрески в церквях и дворцах и другие декоративные работы.
Кроме живописи занимался гравированием в технике офорта и сухой иглы, наиболее известны гравюры: «Жертвоприношение Авраама», «Благовещение Марии», «Поклонение пастухов», «Отрок-Христос проповедует в Иерусалимском храме», «Воскресение Христа», «Бичевание Христа» (по картине Тициана) и «Амур и Психея в купальне».

## Галерея

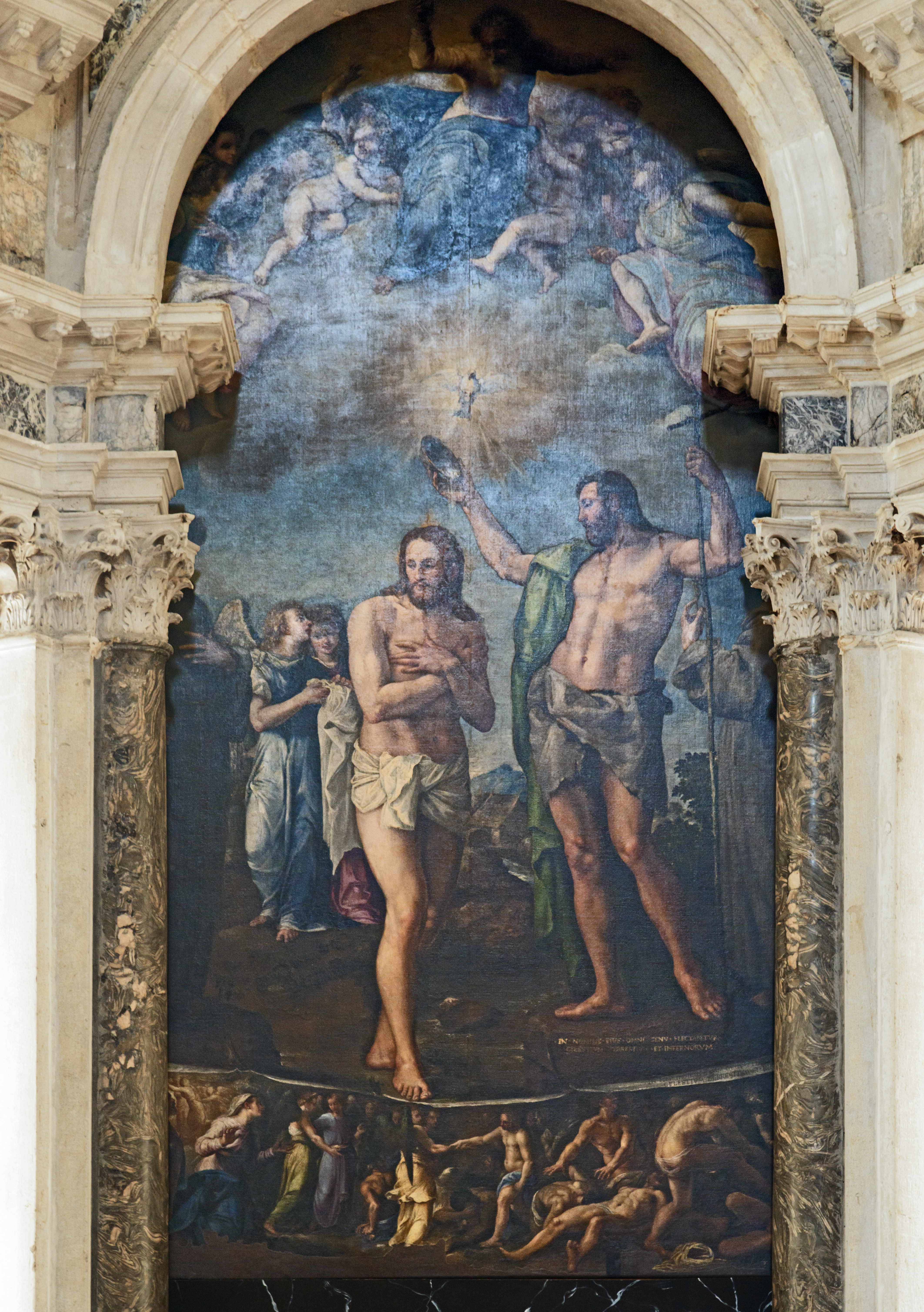
Крещение Христа. 1555. Холст, масло. Капелла Барбаро, церковь Сан-Франческо-делла-Винья, Венеция
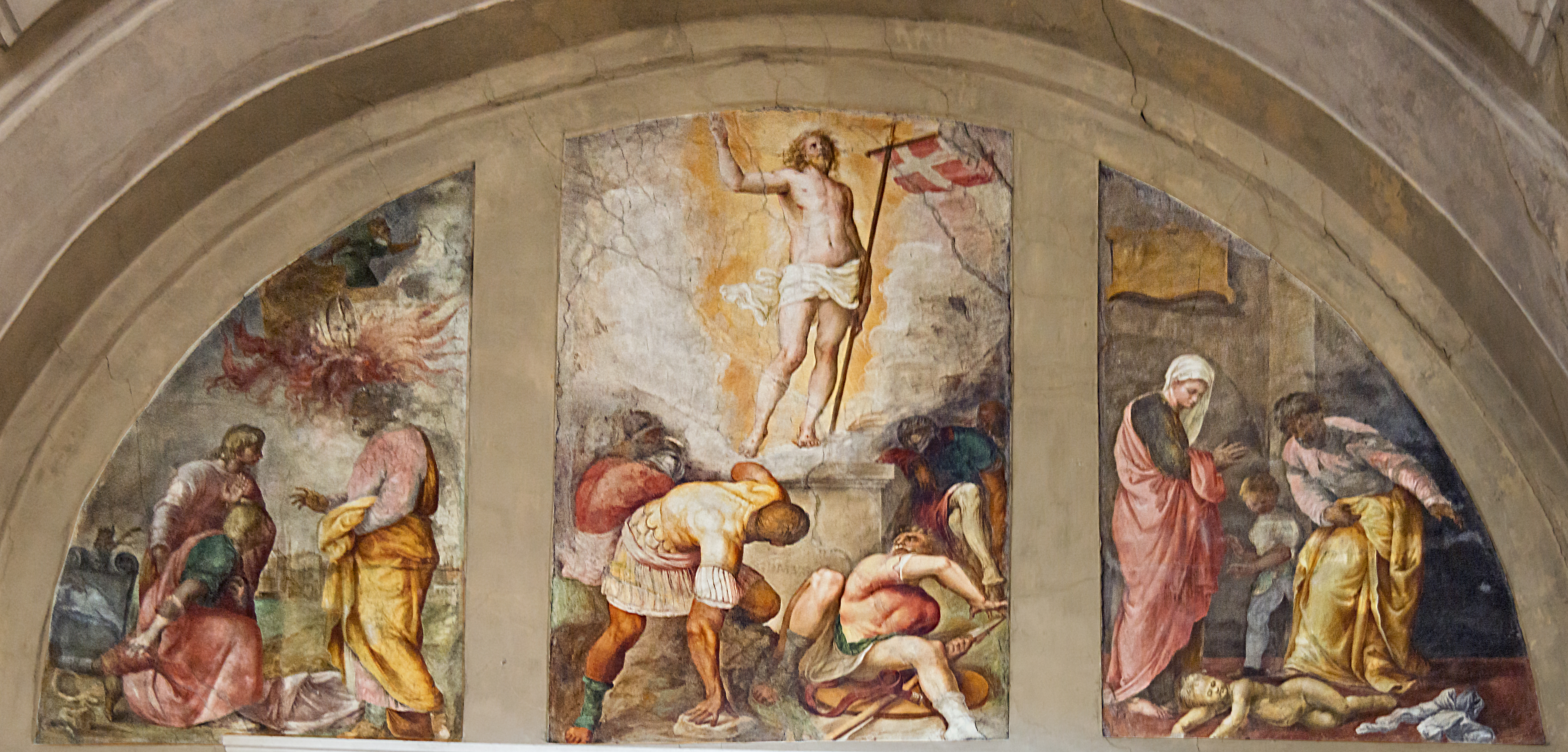
Воскресение Христа. 1555. Фреска. Капелла Гримани. Церковь Сан-Франческо-делла-Винья, Венеция
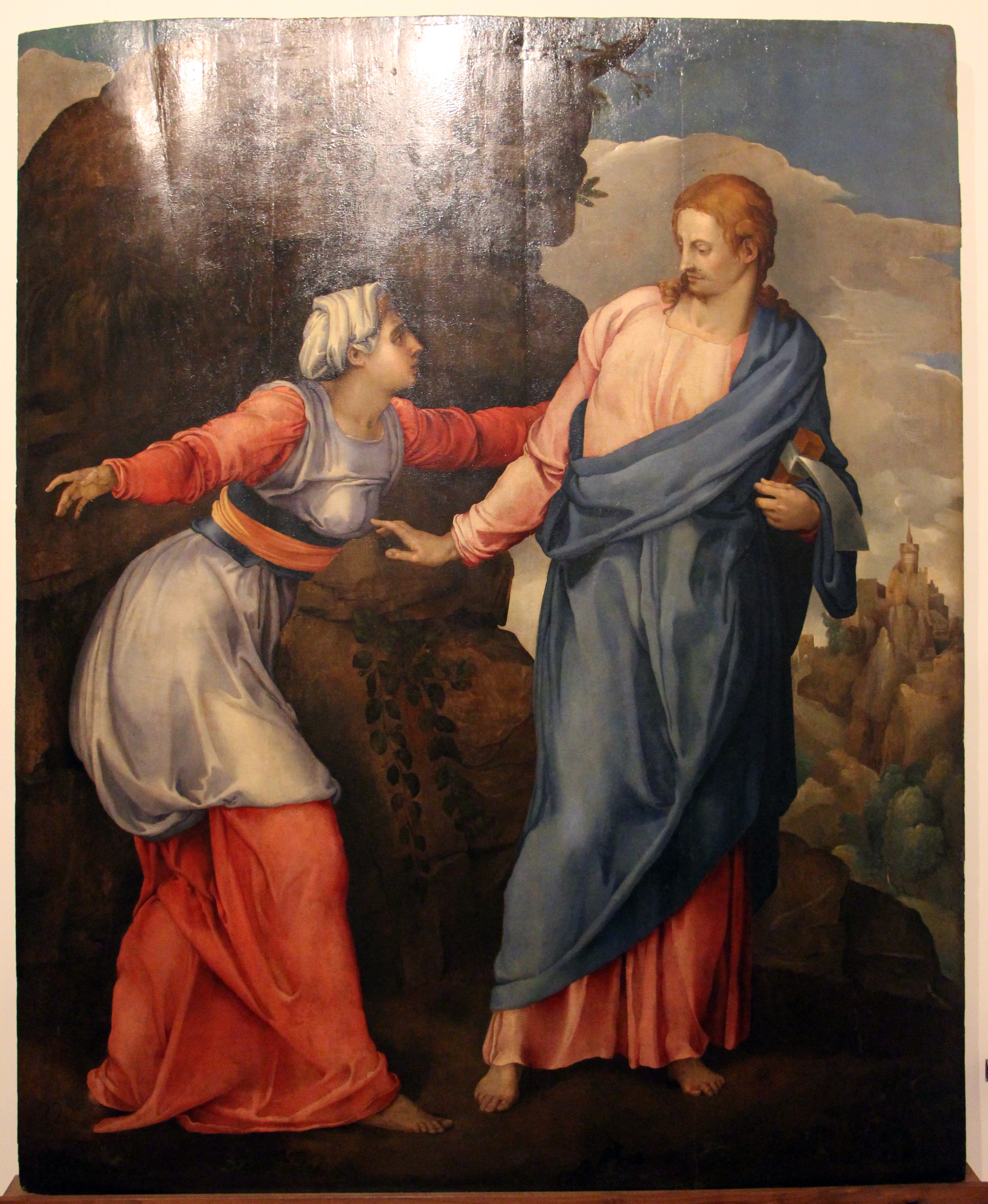
Noli me tangere («Не прикасайся ко Мне»). Ок. 1537 г. По рисунку Микеланджело. Дерево, масло. Каза Буонароти, Флоренция
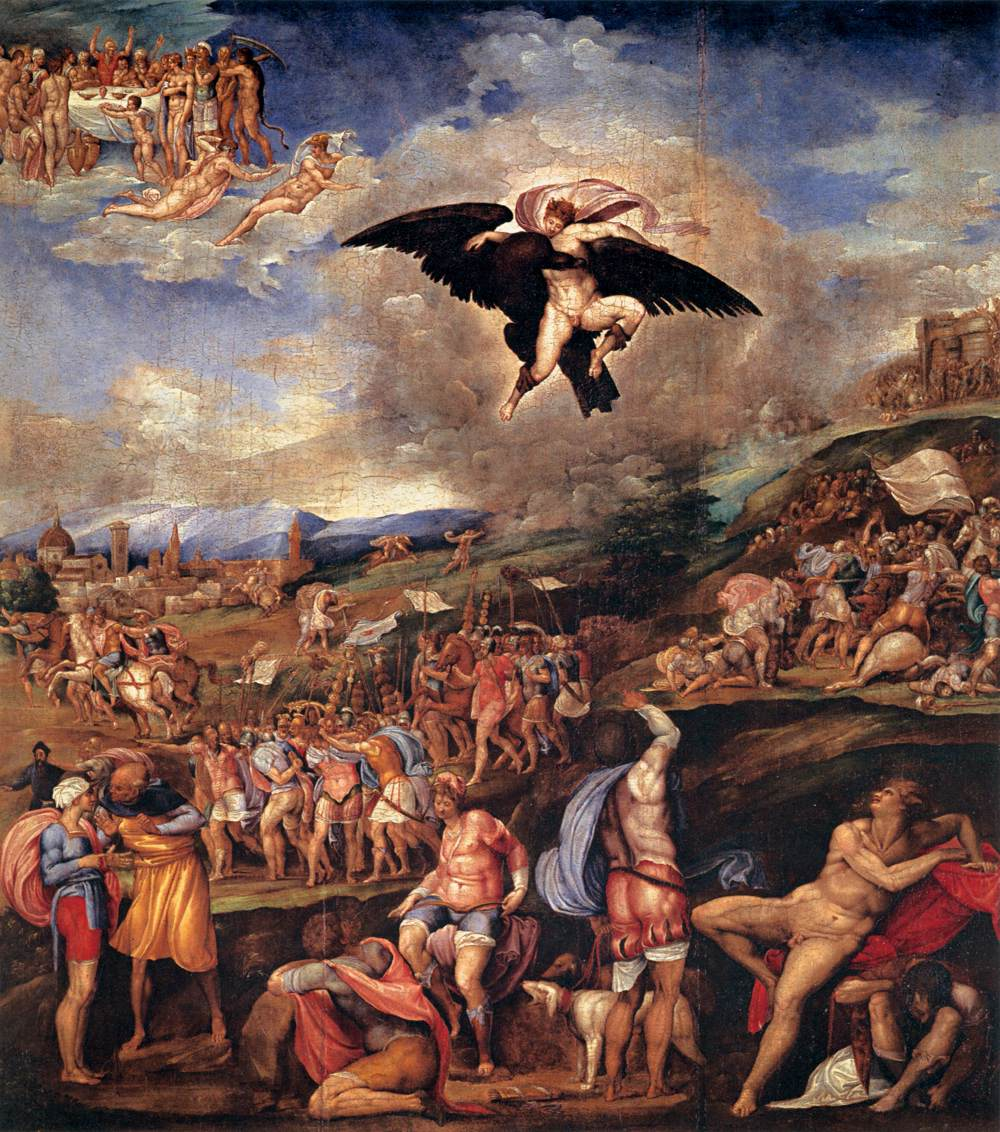
Битва при Монтемурло и похищение Ганимеда. 1537—1541. Дерево, масло. Палаццо Питти, Флоренция
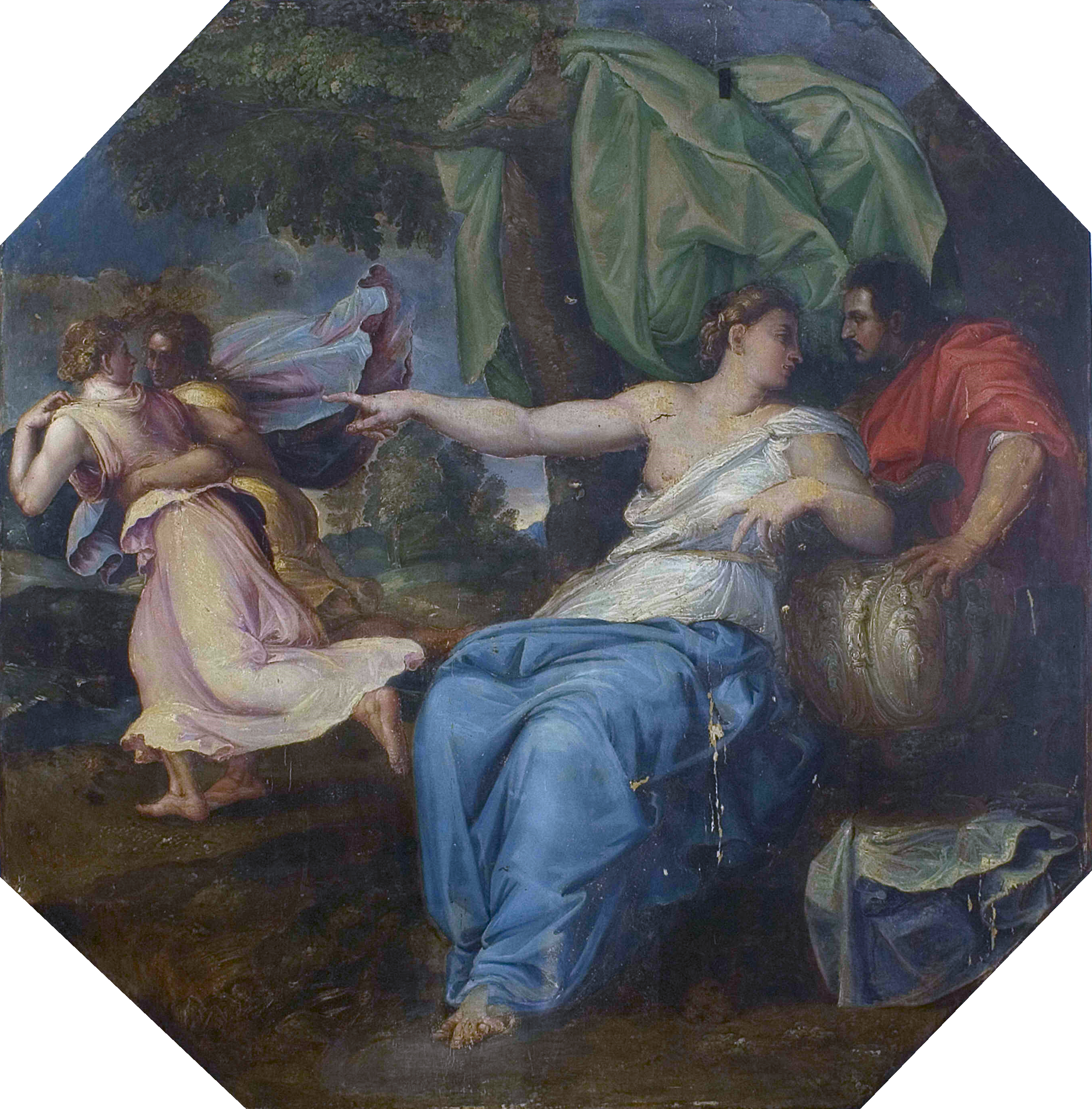
История Кирки и Одиссея. 1550. Дерево, масло. Королевский музей в Вилянуве, Варшава
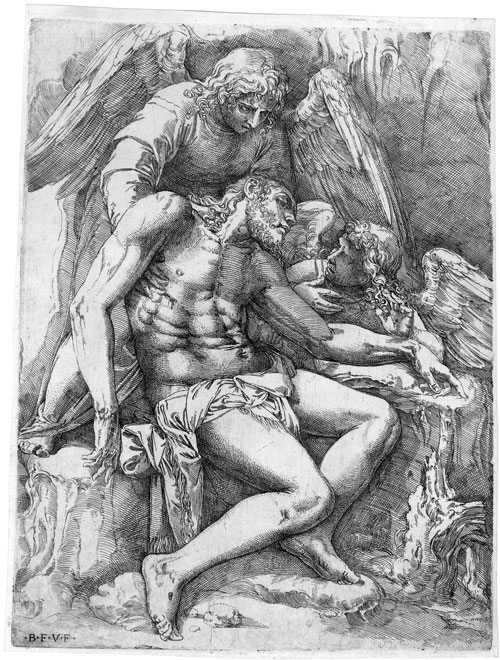
Оплакивание Христа. Офорт, резец